# 금성초등학교 (여수시)
금성초등학교는 대한민국 전라남도 여수시 돌산읍 돌산로 616-20 (금성리)에 있었던 공립 초등학교이다.

## 연혁
- 1949년 11월 1일 돌산국민학교 금성분교장 개교
- 1955년 6월 30일 금성국민학교로 승격
- 1996년 3월 1일 금성초등학교로 개칭
- 1999년 9월 1일 돌산초등학교로 통합